# Philip Lawrence
Philip Lawrence (Evansville, 17 luglio 1980) è un cantante, autore e performer statunitense, sta velocemente diventando uno degli autori più in vista dell'industria musicale.

## Biografia
Nato in una piccola città in Indiana, Philip si è trasferito a Los Angeles per conseguire la carriera nell'industria di registrazione. Dopo anni di duro lavoro e determinazione, si è fatto finalmente notare. Successivamente si è unito all'artista/produttore Bruno Mars per formare il gruppo di produzione The Smeezingtons.
Hit recenti includono Just the Way You Are, Nothin' on You, Fuck You! e Billionaire. Phil ha scritto canzoni per cantanti come Brandy, Natasha Bedingfield e la novellina Melanie Fiona, e per i rappers Flo Rida, K'naan e Travie McCoy dei Gym Class Heroes.
Le sue canzoni sono apparse in film come Confessions of a Shopaholic, The Hangover ed il remake di Karate Kid. La canzone Wavin' Flag scritta con Bruno Mars è stata scelta come canzone dei Mondiali 2010.
Ha lavorato con Cee Lo Green, metà del gruppo di Gnarls Barkley conosciuto per la canzone Crazy ed ha co-prodotto l'album It's Better if You Don't Understand, con Bruno ed Ari Levine (The Smeezingtons).
La famiglia di Phil ha radici nella comunità musicale di Evansville: sua madre Cheryl era una cantante classica e direttore di coro del Sounds of Grace choir at his church; suo padre Philip Sr. suona il basso ed è un ex dj; entrambi i suoi fratelli, la sorella maggiore DeVonna ed il fratello minore Shane sono cantanti e le sue cugine in prima sono le Browne Sisters.
Phil oltre ad aver sempre voluto fare musica (era in parecchi gruppi ad Evansville, incluso il gruppo Vision) ha anche coltivato la passione per la scrittura musicale mentre lavorava e si esibiva al Walt Disney World vicino Orlando. Si avvicina alla scrittura musicale grazie ai due produttori Shaun Fisher e Kareem Mills. In una piccola stanza di prova alla Disney, Phil inizia a comporre canzoni: l'idea di diventare un compositore diventa vera quando Fisher e Mills condividono una traccia, solo strumentale, con lui per vedere cosa avrebbe combinato. I due, che avevano già esperienza nell'industria musicale, sarebbero poi diventati i mentori di Phil. Il trio si è poi trasferito a Los Angeles, dove hanno scritto canzoni ogni giorno ed hanno provato a farne accettare almeno una da una compagnia di registrazione.
La scrittura di Phil è stata a volte messa in secondo piano per inserirsi ed imparare il più che poteva da Hamilton sull'industria e sulle esibizioni.
Il suo viaggio lo avrebbe portato ad un altro mentore ed amico, Aaron Bay-Schuck, ora il vice presidente dell'Atlantic Records.
Bay-Schuck ha insegnato a Phil come far funzionare una canzone alla radio. Quelle lezioni, ha detto Phil, includevano come semplificare il ritornello e far risuonare una canzone universalmente.
Ha conosciuto Bruno quando gli è stato chiesto di aiutarlo a scrivere canzoni per il suo progetto, i due sono andati d'accordo ed hanno iniziato a scrivere e a produrre insieme.